# 徳島県道182号瀬戸港線
徳島県道182号瀬戸港線（とくしまけんどう182ごう せとこうせん）は、徳島県鳴門市を通る一般県道である。

## 概要
全体的に1.5車線程度の区間が多い。

### 路線データ
- 起点：鳴門市瀬戸町北泊
- 終点：鳴門市瀬戸町明神字張（国道11号交点、徳島県道42号瀬戸撫養線起点）
- 距離：5.019 km（うち徳島県道42号と重複：0.779 km）[1]

## 歴史
- 1959年（昭和34年）1月31日 - 徳島県道64号瀬戸港線として認定。
- 1972年（昭和47年）3月10日 - 現在の徳島県道182号として再認定。

## 路線状況

### 重複区間
- 徳島県道42号瀬戸撫養線（鳴門市瀬戸町堂浦本浦下 - 鳴門市瀬戸町明神字張（終点））

## 地理

### 通過する自治体
- 徳島県
  - 鳴門市

### 交差する道路
| 交差する道路                                                | 交差する場所     | 交差する場所 |
| ----------------------------------------------------------- | ---------------- | ------------ |
| 徳島県道183号亀浦港櫛木線                                   | 瀬戸町北泊       | [ 注釈 1 ]   |
| 徳島県道42号瀬戸撫養線 重複区間起点                         | 瀬戸町堂浦本浦下 |              |
| 国道11号 国道377号 重複 徳島県道42号瀬戸撫養線 重複区間起点 | 瀬戸町明神字張   | 終点         |

### 沿線
- 瀬戸港
- 鳴門市瀬戸中学校